# La Cruz Football Club
El La Cruz Football Club fou un club de futbol xilè de la ciutat de Valparaíso.

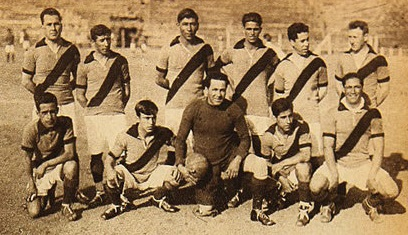
Equip de La Cruz el 1925.

Va ser fundat el 9 de maig de 1897. Ingressà a la Football Association of Chile i fou campió de la lliga de Valparaíso nou cops.

## Palmarès
- Liga de Valparaíso: 
  - 1914, 1916, 1918, 1922, 1923, 1924, 1925, 1929, 1930

- Copa Sporting: 
  - 1909,[4] 1917,[5] 1923[6]

- Copa de Honor La Cruz - Santiago Wanderers: 
  - 1924[7]

- Asociación Porteña de Fútbol Profesional: 
  - 1940[8]